# Kharboucha
 (mars 2022).
La mise en forme du texte ne suit pas les recommandations de Wikipédia : il faut le « wikifier ».
Les points d'amélioration suivants sont les cas les plus fréquents. Le détail des points à revoir est peut-être précisé sur la page de discussion.
- Les titres sont pré-formatés par le logiciel. Ils ne sont ni en capitales, ni en gras.
- Le texte ne doit pas être écrit en capitales (les noms de famille non plus), ni en gras, ni en italique, ni en « petit »…
- Le gras n'est utilisé que pour surligner le titre de l'article dans l'introduction, une seule fois.
- L'italique est rarement utilisé : mots en langue étrangère, titres d'œuvres, noms de bateaux, etc.
- Les citations ne sont pas en italique mais en corps de texte normal. Elles sont entourées par des guillemets français : « et ».
- Les listes à puces sont à éviter, des paragraphes rédigés étant largement préférés. Les tableaux sont à réserver à la présentation de données structurées (résultats, etc.).
- Les appels de note de bas de page (petits chiffres en exposant, introduits par l'outil «  Source ») sont à placer entre la fin de phrase et le point final[comme ça].
- Les liens internes (vers d'autres articles de Wikipédia) sont à choisir avec parcimonie. Créez des liens vers des articles approfondissant le sujet. Les termes génériques sans rapport avec le sujet sont à éviter, ainsi que les répétitions de liens vers un même terme.
- Les liens externes sont à placer uniquement dans une section « Liens externes », à la fin de l'article. Ces liens sont à choisir avec parcimonie suivant les règles définies. Si un lien sert de source à l'article, son insertion dans le texte est à faire par les notes de bas de page.
- La présentation des références doit suivre les conventions bibliographiques. Il est recommandé d'utiliser les modèles {{Ouvrage}}, {{Chapitre}}, {{Article}}, {{Lien web}} et/ou {{Bibliographie}}. Le mode d'édition visuel peut mettre en forme automatiquement les références.
- Insérer une infobox (cadre d'informations à droite) n'est pas obligatoire pour parachever la mise en page.

Pour une aide détaillée, merci de consulter Aide:Wikification.
Si vous pensez que ces points ont été résolus, vous pouvez retirer ce bandeau et améliorer la mise en forme d'un autre article.
Cheikha Kharboucha, née et morte au XIXe siècle dans la région d'Abda (les lieux et dates exactes sont inconnus), est une chanteuse marocaine ,. Elle est une icône de l’art musical populaire d’Al-Aïta, une figure mythique des luttes paysannes contre le pouvoir central (le makhzen) et un emblème de l’émancipation féminine dans une société patriarcale et autoritaire. Son destin sera lié à celui de Issa bin Omar al-Abdi, Caïd et représentant du Makhzen.

## Biographie
Il n'existe pas de sources historiques écrites sur la vie de Kharboucha. Les histoires parfois contradictoires sur sa vie et sa mort sont issues de la culture orale régionale. Seules certaines grandes lignes sont vérifiées par son héritage lyrique, constituant une part importante de la Aita .
Kharboucha est un dérivé du mot égratignure ou gribouillage. Elle devait son nom aux marques sur son visage, taches de rousseur ou traces de la variole selon les sources historiques.
Kharboucha s'est fait connaître à travers les chansons qu'elle composait et interprétait dans lesquelles elle attaquait et moquait Issa bin Omar al-Abdi et exhortait son clan des Oulad Zaid à s'insurger contre le pouvoir en place, 
Kharboucha chantait son amour pour sa tribu et ses terres. Elle louait leur courage et décrivait le Caïd comme avide et sanguinaire.
Selon la légende, elle a fini par être enlevée par le Caïd qui l'a séquestrée et torturée avant de l'emmurer vivante.

## Dans la culture populaire
Mohamed el Batouli et le compositeur Saïd Limam ont écrit “Hikayate Kharboucha”, (Le conte de Kharboucha), chanté par Hayat el Idrissi qui raconte son parcours.
Hassan Najmi lui consacre un chapitre dans sa thèse sur la Aïta “Le chant al-aïta, poésie orale et musique traditionnelle au Maroc”.
Abderrazzaq Badaoui a écrit une pièce sur Kharboucha nommé “Milouda bent Driss”.
En 2008, le cinéaste Hamid Zoughi tourne un film éponyme sur son histoire.
Les plus grands noms de la Aïta (Bouchaïb el Bidaoui, Maréchal Qibbou, Hajja el Hamdaouia, Fatna Bent L'Houcine, Hajib ou encore Bouâzzaoui) ont repris ses chansons et lui ont rendu hommage.